# 존 L. 헤네시
존 L. 헤네시(John L. Hennessy, 본명: John Leroy Hennessy, 1952년 9월 22일 ~ )는 알파벳 의장을 역임한 미국의 컴퓨터 과학자, 학술자, 사업가이다. 헤네시는 MIPS 컴퓨터 시스템스, 아테로스의 설립자 중 한 명이며 스탠퍼드 대학교의 10대 학장을 역임하였다. 헤네시는 2016년 여름에 사직을 발표하였고, 이후 마크 테시에러빈으로부터 학장을 인계받았다. 마크 앤드리슨은 그를 실리콘밸리의 대부로 불렀다.